# Genc Tomori
Genc Tomori (Tirana, 17 gennaio 1960) è un dirigente sportivo, allenatore di calcio ed ex calciatore albanese, di ruolo centrocampista, direttore generale del Partizani Tirana.

## Carriera

### Club
Formatosi calcisticamente nelle giovanili del KF Partizani Tirana, dalla stagione 1981-1982   è stato promosso nella prima squadra.
Grazie ai successi conseguiti con il club, è riuscito a entrare molto rapidamente nella lista della nazionale di calcio albanese.
Ha preso parte anche alle partite del Partizani Tirana contro il Benfica valevole per il primo turno della Coppa dei Campioni 1987/88.
Successivamente il Partizani fu squalificato dalla UEFA dopo che alcuni giocatori attaccarono l'arbitro.
Nel 1990 decide di ritirarsi dal calcio, per entrare nello staff tecnico del Partizani Tirana.
Dopo il ritiro dal calcio, ha riverstito i ruoli di allenatore, interim, direttore tecnico e direttore generale. Dal 2017 ricoprire il ruolo di responsabile del settore giovanile.

### Nazionale
Ha fatto il suo debutto con la Nazionale Albanese nel novembre 1983, nella sconfitta per 2-1 contro la Germania Ovest valevole per le Qualificazioni al Campionato europeo di calcio, partita nella quale ha segnato il primo gol ed è stato espulso nei primi minuti del secondo tempo.

## Palmarès

### Giocatore

#### Club

##### Competizioni nazionali
- Campionato albanese: 2

Partizani Tirana: 1980-1981, 1986-1987